# Megastigmus melanus
Megastigmus melanus är en stekelart som beskrevs av Milliron 1949. Megastigmus melanus ingår i släktet Megastigmus och familjen gallglanssteklar. Inga underarter finns listade i Catalogue of Life.